# بلنی سه‌باله
بلنی سه باله ماهیهای دریایی کوچک، سوف‌ماهی‌شکل و بلنی‌وار (blennioid) و از خانواده سه‌باله‌ای‌ها (Tripterygiidae) هستند. این خانواده تقریباً ۱۴۴ گونه در ۲۰ رده‌است که در آبهای گرمسیری و معتدل اقیانوس‌های هند، آرام و اطلس زندگی می‌کنند. نام این خانواده از واژه یونانی tripteros به معنای «سه باله‌ای» گرفته شده‌است. 
بلنی سه باله با بدنی کشیده و به شکل بلنی و با یک باله پشتی که به سه قسمت تقسیم می‌شود (که نام این ماهی از آن گرفته شده) از همنوعان خود متمایز می‌شود. از سه باله پشتی نامبرده دوتای اولی خارمانند هستند. باله‌های باریک و کوچک لگنی ماهی درست زیر گلوی ماهی قرار دارند و دارای یک برآمدگی هستند، باله‌های استی ماهی دارای یک یا دو برآمدگی هستند. باله‌های سینه‌ای این ماهی بسیار کشیده هستند و باله دمی آن دایره مانند نیز است. پَرمُشته نیوزلندی (Natoclinns fenestratus) با طول ۲۰ سانتی متر به‌عنوان بزرگ‌تری گونه بشمار می‌آید، طول اکثر گونه‌های دیگر از ۶ سانتی متر تجاوز نمی‌کند. 
بسیاری از بلنی‌های سه باله، رنگارنگ هستند که در استتار آن نقش مهمی ایفا می‌کند و به همین دلیل به‌عنوان یکی از معمولترین ماهی‌های آکواریومی یافت می‌شوند. بلنی‌های سه بالدار بیشتر اوقات خود را در زیر بستر آب روی سنگ‌ها و مرجان‌ها می‌گذارند. این ماهی‌ها عموماً در آبهای صاف و کم عمق دریاها و در معرض نور آفتاب زندگی می‌کنند. دریاچه‌ها و تپه‌های دریایی که به سمت دریا قرار دارند، از جمله مهم‌ترین زیستگاه‌های این نوع ماهی بشمار می‌رود. 
این ماهی‌ها در صورت احساس خطر به سمت شکاف سنگ‌ها عقب نشینی می‌کنند. بلنی‌های سه باله فقط در طول روز فعالیت می‌کنند و در منطقه خاصی زندگی می‌کنند، در بسیاری از آنها رنگ بدن جنس نر با بدن جنس ماده متفاوت است و جنس ماده در مقایسه با جنس نر دارای بدنی به زنگ قهوه‌ای مایل به زرد است. دومین باله پشتی در جنس نر بعضی از این گونه‌ها نیز امتداد یافته‌است. بی مهرگان کوچک عمده رژیم غذایی بلنی‌های سه باله را تشکیل می‌دهند. 

## خانواده سه‌باله‌ای‌ها
- رده Acanthanectes
- رده Apopterygion
- رده Axoclinus
- رده Bellapiscis
- رده Blennodon
- رده Brachynectes
- رده Ceratabregma
- رده Cremnochorites
- رده Crocodilichthys
- رده Cryptichthys
- رده Enneanectes
- رده Enneapterygius
- رده Forsterygion
- رده Gilloblennius
- رده Grahamina
- رده Helcogramma
- رده Helcogrammoidas
- رده Karalepis
- رده Lepidoblennius
- رده Lepidonectes
- رده Norfolkia
- رده Notoclinps
- رده Notoclinus
- رده Obliquichthys
- رده Ruanoho
- رده Springerichthys
- رده Trianectes
- رده Trinorfolkia
- رده Tripterygion
- رده Ucla